# Modica Calcio 2005-2006
Questa voce raccoglie le informazioni riguardanti il Modica Calcio nelle competizioni ufficiali della stagione 2005-2006.

## Rosa
| N. |                   | Ruolo | Calciatore            |
| -- | ----------------- | ----- | --------------------- |
|    | Italia (bandiera) | D     | Santo Amenta          |
|    | Italia (bandiera) | A     | Giuseppe Angelica     |
|    | Italia (bandiera) | C     | Fabio Arena           |
|    | Italia (bandiera) | D     | Fabio Bonadei         |
|    | Italia (bandiera) | C     | Gianluca Bruno        |
|    | Italia (bandiera) | C     | Davide Campofranco    |
|    | Italia (bandiera) | C     | Giovanni Capuano      |
|    | Italia (bandiera) | C     | Pietro Capuccilli     |
|    | Italia (bandiera) | C     | Gianluca Catania      |
|    | Italia (bandiera) | P     | Paolo Codognola       |
|    | Italia (bandiera) | A     | Rocco Corbino         |
|    | Italia (bandiera) | C     | Giovanni Costanzo     |
|    | Italia (bandiera) | C     | Antonio Crucitti      |
|    | Italia (bandiera) | D     | Giuseppe D'Andò       |
|    | Italia (bandiera) | C     | Mirko De Francesco    |
|    | Italia (bandiera) | C     | Giovanni Delle Vedove |
|    | Italia (bandiera) | C     | Alessandro Ettori     |

| N. |                   | Ruolo | Calciatore              |
| -- | ----------------- | ----- | ----------------------- |
|    | Italia (bandiera) | D     | Francesco Fascetto      |
|    | Italia (bandiera) | A     | Umberto Gragnaniello    |
|    | Italia (bandiera) | A     | Antonino Gulino         |
|    | Italia (bandiera) | C     | Christian Iannelli      |
|    | Italia (bandiera) | C     | Antonio Laurenti        |
|    | Italia (bandiera) | C     | Giuseppe Libassi        |
|    | Italia (bandiera) | A     | Denis Maccan            |
|    | Italia (bandiera) | C     | Salvatore Manganaro     |
|    | Italia (bandiera) | P     | Gianni Merletti         |
|    | Italia (bandiera) | D     | Vincenzo Montalbano     |
|    | Italia (bandiera) | C     | Emiliano Parlagreco     |
|    | Italia (bandiera) | C     | Stefano Pastrello       |
|    | Italia (bandiera) | A     | Gennaro Ruggiero        |
|    | Italia (bandiera) | A     | Massimiliano Scichilone |
|    | Italia (bandiera) | A     | Giuseppe Siclari        |
|    | Italia (bandiera) | D     | Angelo Tasca            |